# The Fan (película de 1996)
The Fan (Fanático en España y El Fanático en Hispanoamérica) es una película estadounidense de 1996, dirigida por Tony Scott.

## Argumento
Bobby Rayburn (Wesley Snipes) es un jugador de béisbol que ha estado en los mejores puestos de la liga nacional. Se incorpora al equipo de los San Francisco Giants. Un aficionado obsesivo que se dedica a la venta de navajas para cazar, Gil Renard (Robert De Niro), está entusiasmado con este fichaje. Sin embargo, Bobby juega muy mal durante esa temporada y Renard hace todo lo posible para ayudarle. Pero va demasiado lejos.

## Reparto
- Robert De Niro es Gil Renard.
- Wesley Snipes es Bobby Rayburn.
- Benicio del Toro es Juan Primo.
- Ellen Barkin es Jewel Stern.
- John Leguizamo es Manny.
- Patti D'Arbanville es Ellen Renard.
- Charles Hallahan es Coop.
- Jack Black es un trabajador de radio.

## Comentarios
Basada en la novela homónima de Peter Abrahams, la discográfica TVT lanzó un disco recopilatorio con la banda sonora de la película en agosto de 1996.